# ساینتاماروتو
ساینتاماروتو (به لاتین: Sainthamaruthu) یک منطقهٔ مسکونی در سری‌لانکا است که در ناحیه امپرا واقع شده‌است. ساینتاماروتو ۹ کیلومتر مربع مساحت و ۲۵٬۴۱۲ نفر جمعیت دارد و ۱ متر بالاتر از سطح دریا واقع شده‌است.